# Islas Bolshiye Peshnyye
Islas Bolshiye Peshnyye (Ostrova Bol'shiye Peshnyye) es un grupo de dos pequeñas islas en el mar Caspio. Se encuentran a 7 km de la costa, 15 km al SSE de Pushnoy.
Las islas Bolshie Peshnyye distan 2.5 km la una de la otra. La isla del norte tiene una longitud de 2 km y una anchura máxima de 0.7 km. La isla del sur posee forma de media luna y es de 3.2 km de longitud y sólo 400 m de ancho en promedio.
Administrativamente las islas Bolshie Peshnyye pertenecen a la Provincia de Atyrau, al sureste de Kazajistán.